# Bitectipora rostrata
Bitectipora rostrata är en mossdjursart som först beskrevs av William MacGillivray 1887.  Bitectipora rostrata ingår i släktet Bitectipora och familjen Bitectiporidae. Inga underarter finns listade i Catalogue of Life.